# Giro del Piemonte 2003
Il Giro del Piemonte 2003, novantesima edizione della corsa, si svolse il 16 ottobre 2003 su un percorso di 189 km. La vittoria fu appannaggio dell'italiano Alessandro Bertolini, che completò il percorso in 4h35'29" precedendo il tedesco Thomas Liese ed il connazionale Angelo Lopeboselli.
Sul traguardo di Valenza 110 ciclisti, su 171 partiti da Acqui Terme, portarono a termine la competizione.

## Ordine d'arrivo (Top 10)
| Pos. | Corridore            | Squadra         | Tempo    |
| ---- | -------------------- | --------------- | -------- |
| 1    | Alessandro Bertolini | Alessio         | 4h35'29" |
| 2    | Thomas Liese         | Team Bianchi    | a 1"     |
| 3    | Angelo Lopeboselli   | Cofidis         | a 49"    |
| 4    | Julian Dean          | Team CSC        | a 1'41"  |
| 5    | Matteo Tosatto       | Fassa Bortolo   | s.t.     |
| 6    | Lars Michaelsen      | Team CSC        | s.t.     |
| 7    | Juan Antonio Flecha  | iBanesto.com    | s.t.     |
| 8    | Stefano Zanini       | Saeco           | s.t.     |
| 9    | Fabian Wegmann       | Gerolsteiner    | s.t.     |
| 10   | Allan Davis          | O.N.C.E.-Eroski | s.t.     |